# 溫忠豪
溫忠豪（羅馬拼音：Oon Chong Hau，1947年—），是一位馬來西亞已退役男子羽球運動員。他的哥哥溫忠德、溫忠哲也都是羽球運動員。

## 簡歷
溫忠豪曾在英國劍橋學習，也沉迷於羽球運動。在他的就學的國家裡，曾獲得了九個初級冠軍。1966年，他贏得了荷蘭羽球公開賽。三年後，他再次獲得成功，並在法國羽球公開賽和蘇格蘭羽球公開賽上獲得冠軍。 在1969年的全英羽球公開賽中，他打入了半決賽。